# Juin 1747
Le mois de juin 1747 est le 6e mois de l'année 1747.

## Naissances
- 1er juin : Adolf Ludvig Hamilton (mort le 10 octobre 1802), homme politique suédois
- 2 juin : Marie-Catherine Monge (morte le 27 février 1846), épouse d’un maître de forges ardennais
- 6 juin : Esprit-Marie Cousinéry (mort le 13 janvier 1833), diplomate, archéologue et numismate français
- 8 juin : Hercule-Philippe-Étienne de Baschi du Cayla (mort le 3 janvier 1826), général et homme politique français
- 12 juin : Clément Gosselin (mort le 9 mars 1816), militaire français
- 13 juin
  - Jacques Olivier Ribault (mort le 11 octobre 1819), personnalité politique française
  - Infant Philippe-Antoine, duc de Calabre (mort le 19 septembre 1777), héritier de Charles III d'Espagne
- 14 juin
  - Jacques-Joseph Schelle (mort le 12 mars 1803), évêque constitutionnel du Nord
  - Jean-François Bastien (mort en 1824), libraire, éditeur, traducteur  et polygraphe français
- 15 juin : Takayama Hikokurō (mort le 4 août 1793), un des « Trois hommes excellant de l'ère Kansei »
- 17 juin : Pierre-Antoine Antonelle (mort le 26 novembre 1817), politicien français
- 21 juin : Louis Antoine Choin de Montgay (mort le 14 juin 1814), général français de la Révolution et de l’Empire
- 22 juin : Alexandre-Victor Rouanet (mort le 29 janvier 1821), évêque constitutionnel de l'Hérault
- 23 juin : Michel Troja (mort le 12 avril 1827), médecin italien
- 24 juin : Jean-Baptiste Graziani (mort le 4 juin 1799), ecclésiastique italien qui fut évêque constitutionnel de la Seine-Inférieure
- 26 juin : Leopold Anton Kozeluch (mort le 7 mai 1818), compositeur tchèque
- 28 juin : Jean-Baptiste de Milcent (mort en 1833), journaliste français

## Décès
- 6 juin : Jean-Baptiste Barrière (né le 2 mai 1707), violoncelliste et compositeur français
- 19 juin
  - Alessandro Marcello (né le 1er février 1673), compositeur italien
  - Nâdir Châh (né le 22 octobre 1688), chahanchah de Perse et fondateur de la dynastie des Afsharides
- 26 juin : José Carrillo de Albornoz y Montiel, duc de Montemar (né le 8 octobre 1671), militaire et comme politique espagnol